# عين الزانة (جندوبة)
عِين الزَانَة قرية تقع في معتمدية جندوبة الشمالية بولاية جندوبة من الشمال الغربي التونسي.

### مواضيع ذات علاقة
- معتمدية جندوبة الشمالية.
- ولاية جندوبة.